# Czeslaw Kozon
Czeslaw Kozon (ur. 17 listopada 1951 w Idestrup) – duński duchowny katolicki polskiego pochodzenia, biskup diecezjalny kopenhaski od 1995.

## Życiorys
Czeslaw Kozon urodził się w 1951 na wyspie Falster jako syn polskiego emigranta, który uciekł z kraju przed prześladowaniami komunistów. Po uzyskaniu matury zdecydował się na drogę kapłańską. W latach 1971–1977 studiował na Uniwersytecie Gregoriańskim i Uniwersytecie Laterańskim w Rzymie. 6 stycznia 1979 otrzymał święcenia kapłańskie w katedrze św. Ansgara w Kopenhadze. Przez kolejne dziesięć lat pracował w parafiach na terenie Danii. W 1994 został wikariuszem generalnym diecezji.
22 marca 1995 został mianowany biskupem Kopenhagi przez papieża Jana Pawła II. Konsekracja miała miejsce 7 maja 1995.
4 marca 2016 wybrany wiceprzewodniczącym COMECE. 

## Odznaczenia
- Krzyż Kawalerski Order Danebroga (2021)[1]
- Złoty Krzyż Zasługi (Polska, 2024)[2]